# Jörg Drehmel
Jörg Drehmel   (Sassen-Trantow, 3 de maig de 1945) és un atleta alemany, ja retirat, especialista en triple salt, que va competir sota bandera de la República Democràtica Alemanya durant les dècades de 1960 i 1970.
El 1972 va prendre part en els Jocs Olímpics d'Estiu de Múnic, on guanyà la medalla de plata en la prova del salt de llargada del programa d'atletisme.
En el seu palmarès també destaca una medalla d'or en triple salt al Campionat d'Europa d'atletisme de 1971 i una de plata al Campionat d'Europa en pista coberta de 1970, així com els campionats alemanys a l'aire lliure de 1969 a 1972, 1974 i 1976 i els de pista coberta de 1969, 1970, 1972, 1974 i 1976.
Llicenciat en electrònica i oficial de l'Exèrcit Popular Nacional, en retirar-se, el 1977, passà a exercir d'entrenador de salt de llargada i triple. Amb la desaparició de la República Democràtica Alemanya va perdre aquest càrrec, per posteriorment incorporar-se a la Federació de l'estat de Brandenburg.

## Millors marques
- Triple salt. 17.31m (1972)[2]